# Jan Beenakker
Joannes Josephus Maria (Jan) Beenakker (Koog aan de Zaan, 1 februari 1926 - Leiden, 23 juli 1998) was een Nederlands natuurkundige. Hij was verbonden aan de Universiteit Leiden als lector en later als hoogleraar.

## Biografie
Beenakker voltooide de middelbare school in 1944. Vanwege de oorlog was het niet mogelijk om direct door te stromen naar de universiteit. In 1945 begon hij met zijn studie natuurkunde aan de Universiteit Leiden en behaalde zijn doctoraalexamen in 1951. Drie jaar later promoveerde hij onder C.J. Gorter op het proefschrift De invloed van het heliumisotoop met massa 3 op de eigenschappen van vloeibaar helium II. In 1959 werd hij benoemd tot gewoon lector experimentele natuurkunde aan de Universiteit Leiden. Het jaar erop hield hij zijn inaugurele rede getiteld De intermoleculaire krachten en de transportverschijnselen in verdunde gassen. Hij verrichtte in deze en de voorgaande periode onderzoek naar de transportverschijnselen en thermodynamica van vloeistoffen in gassen op een moleculair niveau. In 1960 werd zijn zoon Carlo Beenakker geboren.
In 1963 werd hij benoemd tot gewoon hoogleraar en ditmaal koos hij communicatie in de natuurkunde als onderwerp voor zijn inaugurele rede. In de jaren zestig verlegde hij de focus van zijn onderzoek naar de invloeden die elektrische en magnetische velden hebben op transporteigenschappen in verdunde gassen wanneer ze blootgesteld worden aan een normale temperatuur. (Het Senftleben-Beenakker effect (en) is mede naar hem vernoemd.) Later verrichtte hij ook onderzoek naar de transporteigenschappen in zeer verdunde gassen. In de periode 1985 tot en met 1991 vervulde hij de functie van rector magnificus. Uiteindelijk ging hij in 1991 met emeritaat en in datzelfde jaar ontving hij een eredoctoraat van de Universiteit van Waterloo. Na zijn emeritaat was hij voor een periode van drie jaar voorzitter van het Stichting voor Fundamenteel Onderzoek der Materie. Uiteindelijk kwam Beenakker na een kort ziektebed in 1998 te overlijden.
Hij is benoemd tot Ridder in de Orde van de Nederlandse Leeuw en Officier in de Belgische Kroonorde. Naast zijn carrière aan de Universiteit van Leiden was hij van 1961 tot 1992 gasthoogleraar aan de Katholieke Universiteit Leuven.

## Publicaties (selectie)
- J.J.M. Beenakker (1991) Geleerden en hun leerlingen, Leiden
- J.J.M. Beenakker (1988). Gassen met roterende moleculen: een kwart eeuw natuurkundig onderzoek, Leiden: Rijksuniversiteit Leiden (Diesrede)
- J.J.M. Beenakker (1963). Communicatie in de natuurkunde, Leiden
- J.J.M. Beenakker (1960). De intermoleculaire krachten en de transportverschijnselen in verdunde gassen, Leiden (inaugurele rede)
- J.J.M. Beenakker (1954). De invloed van het heliumisotoop met massa 3 op de eigenschappen van vloeibaar helium II, Leiden (Proefschrift)